# کرایسلر کنکورد
کرایسلر کنکورد یک اتومبیل ساخت شرکت کرایسلر است که در سال‌های ۱۹۹۳ تا ۲۰۰۴ در کانادا تولید شده‌ است. طراحی آن خودروهای موتور جلو-محور جلو بوده است. سامانه جعبه‌دندهٔ آن ۴ دنده به صورت خودکار است.

## نگارخانه

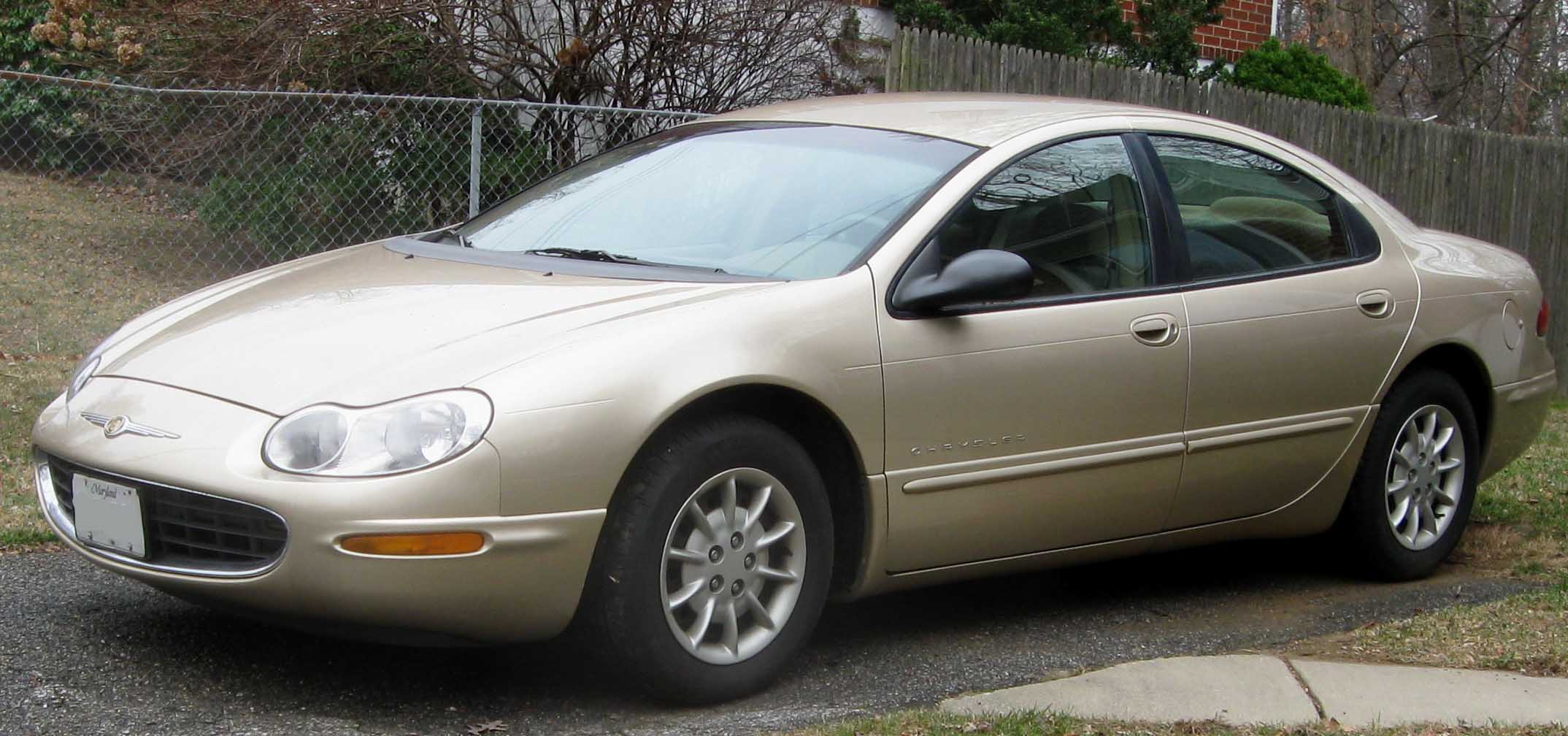
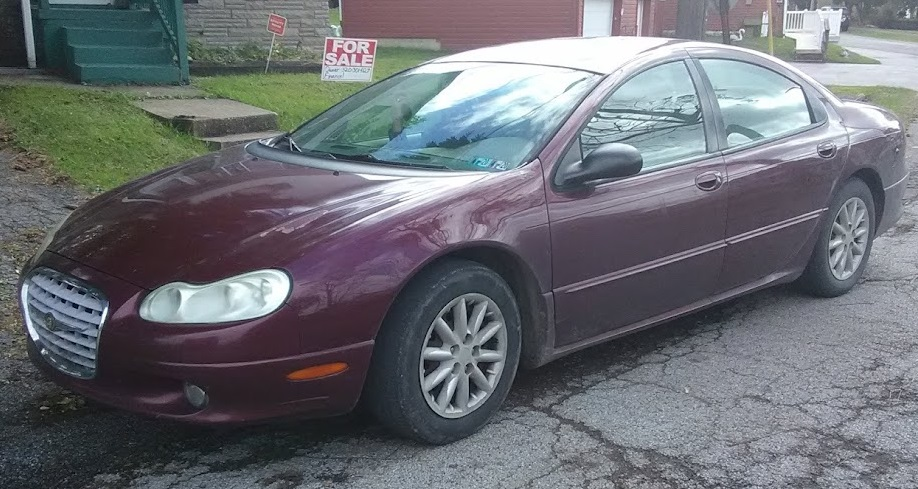
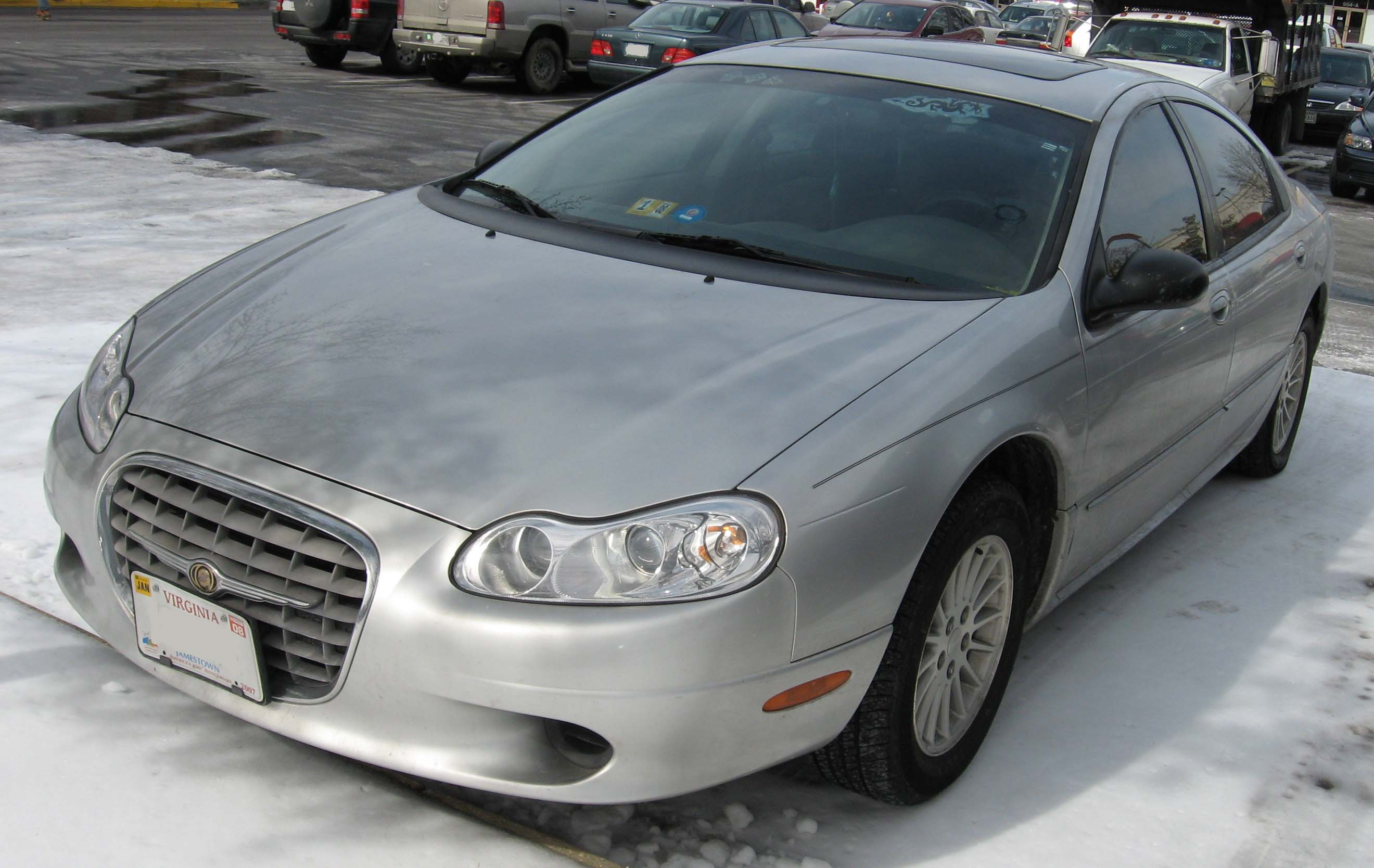
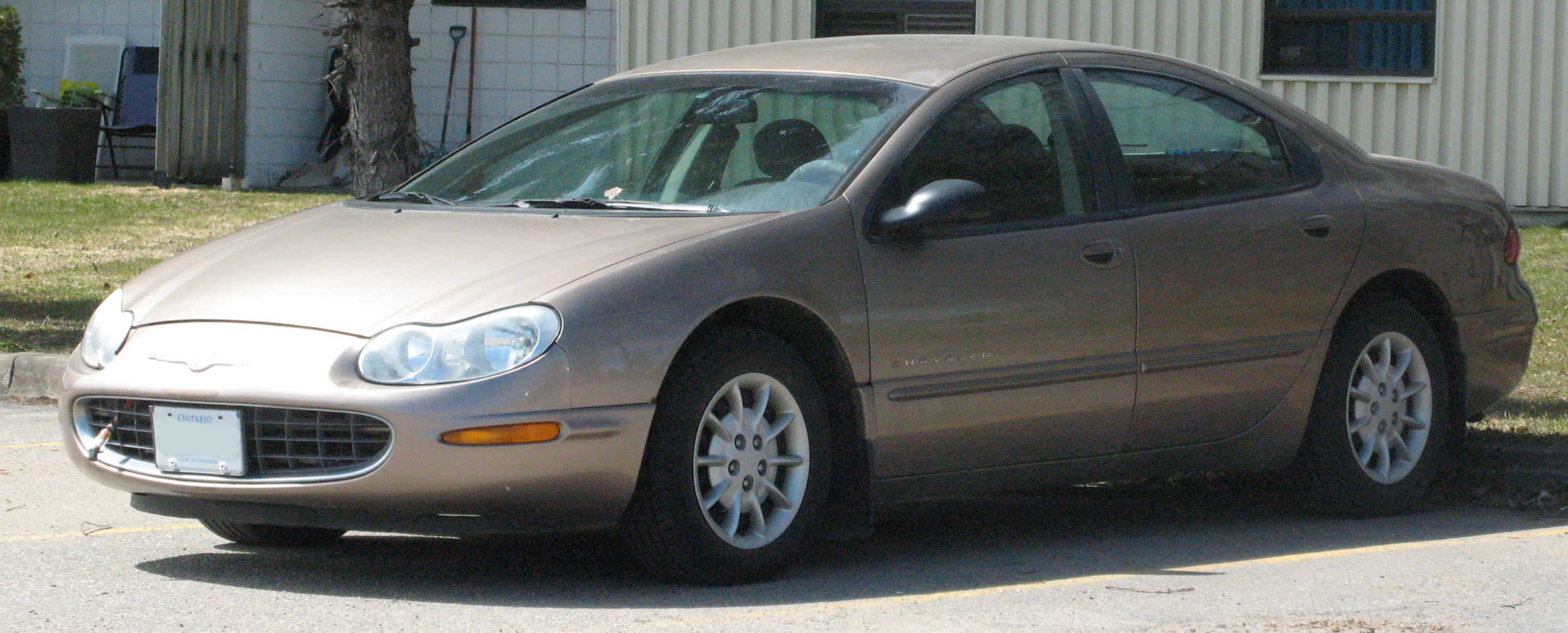
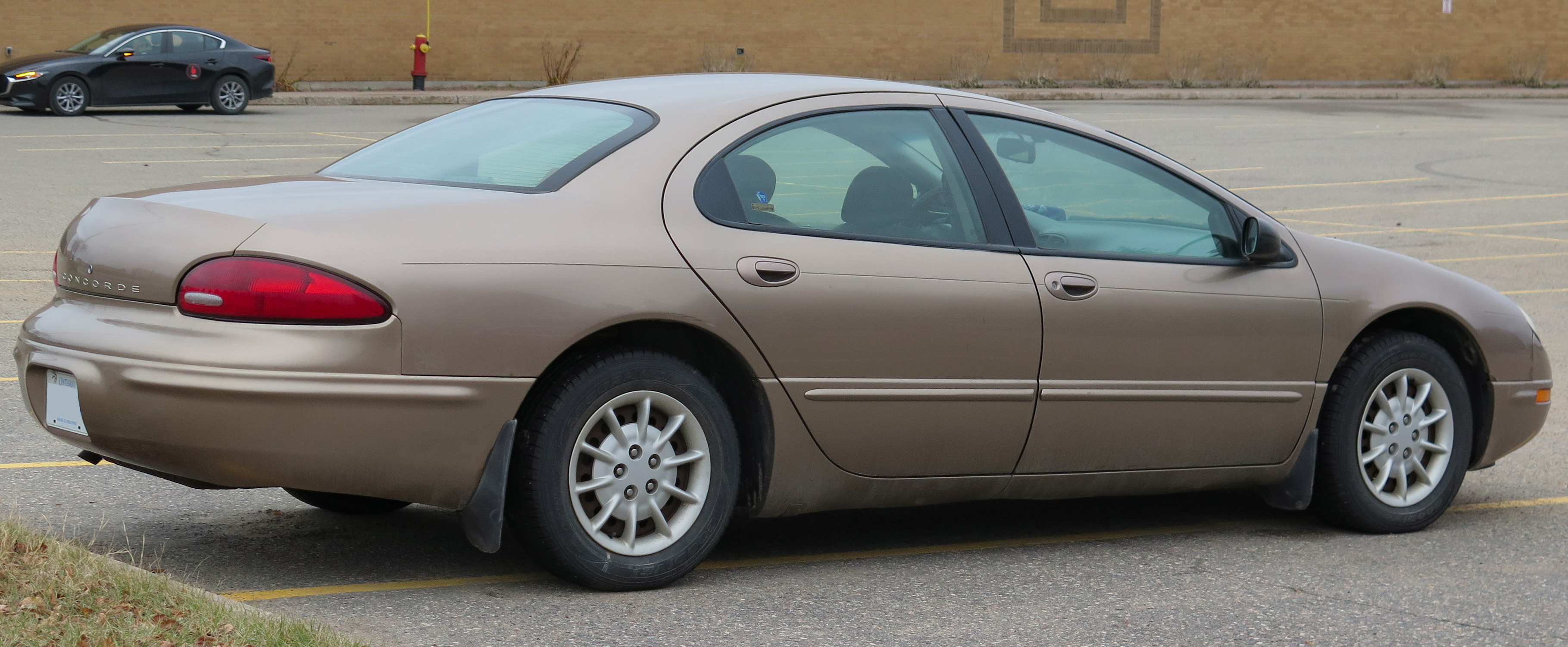
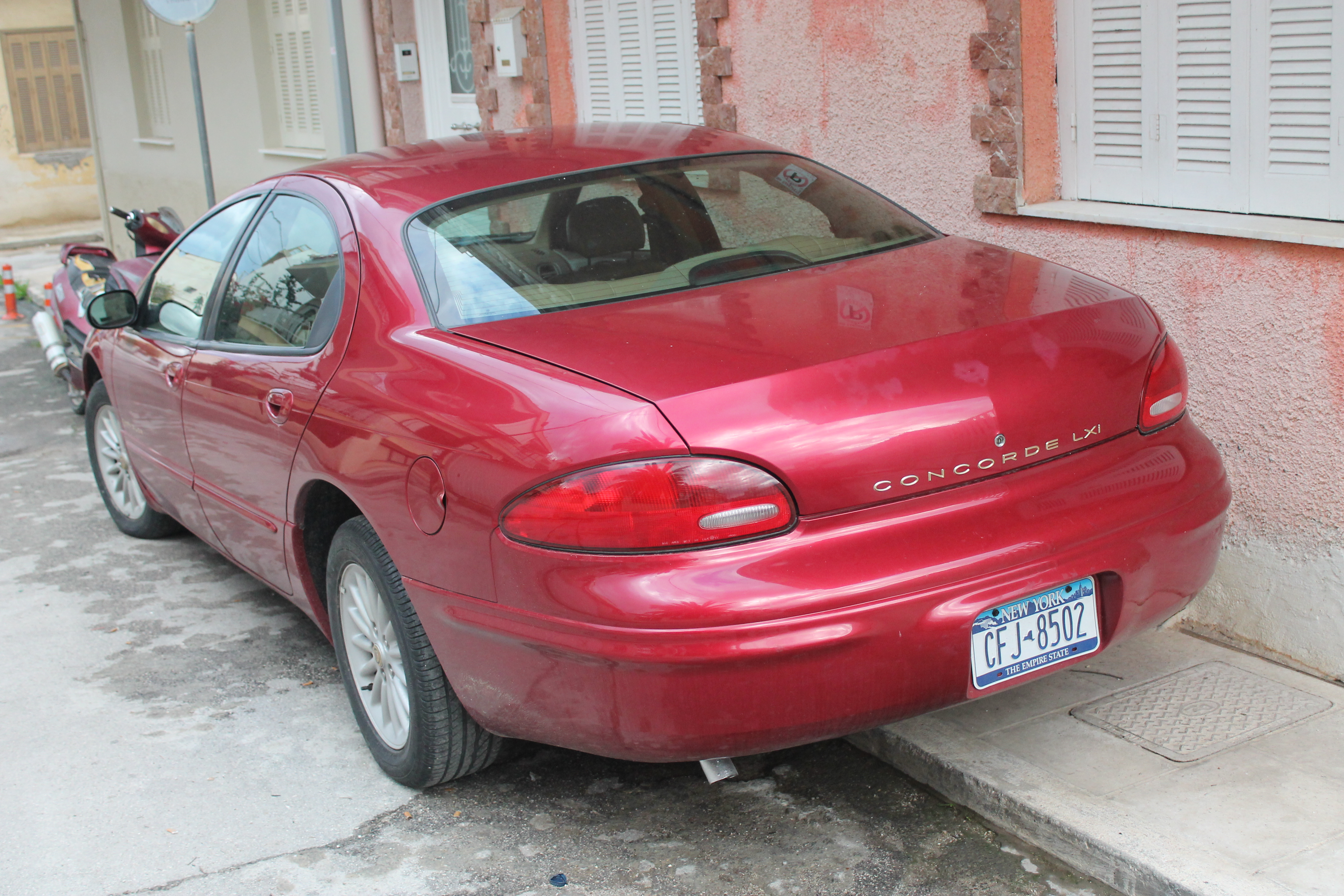